# NGC 3550
NGC 3550 (również PGC 33927 lub UGC 6214) – zderzenie galaktyk znajdujące się w gwiazdozbiorze Wielkiej Niedźwiedzicy. W jego skład wchodzą co najmniej dwie galaktyki eliptyczne, trzeci widoczny obok obiekt wygląda jak gwiazda, lecz również może być galaktyką. NGC 3550 odkrył William Herschel 11 kwietnia 1785 roku, lecz widział on przez swój teleskop tylko pojedynczy obiekt. NGC 3550 należy do gromady galaktyk Abell 1185.